# Barathronus affinis
Barathronus affinis är en fiskart som beskrevs av Brauer, 1906. Barathronus affinis ingår i släktet Barathronus och familjen Aphyonidae. Inga underarter finns listade.